# Tiamat (musikgrupp)

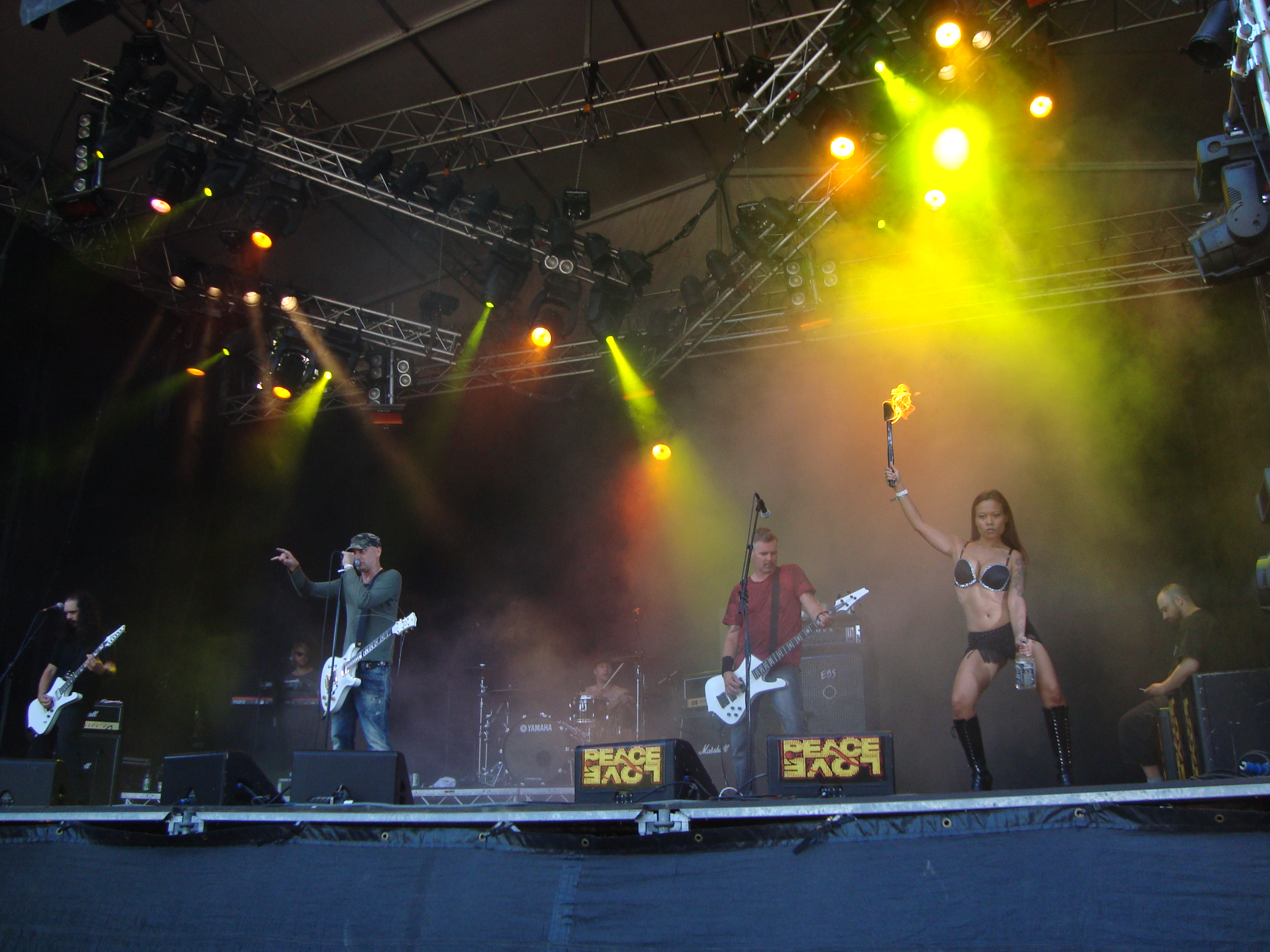
Tiamat på Peace & Love 2009

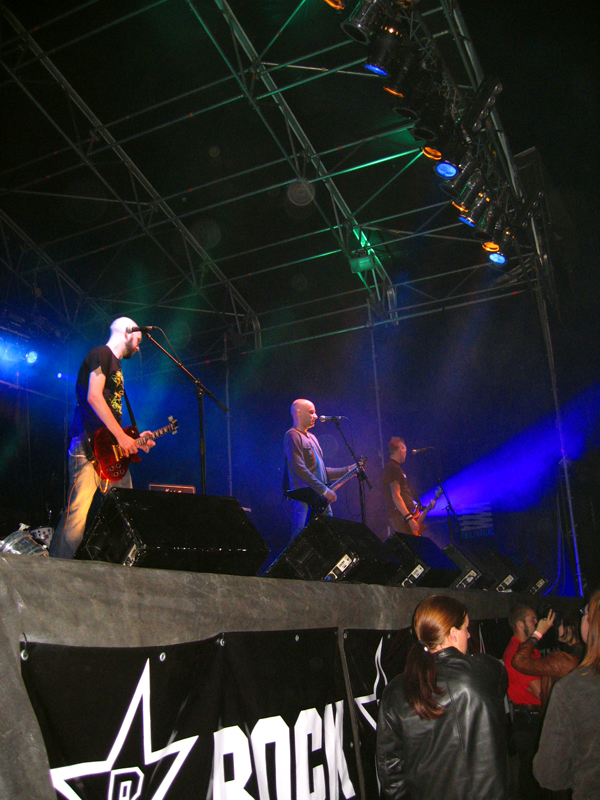
Tiamat vid Hard Rock Lagger 2006.

Tiamat är ett gothic metal-band från Täby, Sverige. Debutalbumet Sumerian Cry gavs ut 1990. Den ena grundaren, sångaren och gitarristen Johan Edlund, är enda kvarvarande originalmedlemmen. Senaste studioalbumet The Scarred People gavs ut i oktober 2012 av Napalm Records.

## Historia
Bandet Tiamat har en föregångare i black metal-bandet Treblinka. Tiamats historia började 1989 då Treblinka bytte namn. Namnet är taget efter gudinnan Tiamat som kämpade med skapelseguden Marduk, enligt den sumeriska skapelseberättelsen. Gruppen började som ett ganska aggressivt death metal-band med skivan Sumerian Cry, men denna utveckling övergavs snart för en mjukare stil. Den ende kvarvarande originalmedlemmen Johan Edlund omgav sig ett tag med sessionsmusiker 1995-1997 innan han hittade fasta medlemmar till bandet i samband med skivan A Deeper Kind of Slumber (1997). Detta album är väldigt elektronisk och innehåller en hel del drogromantik.

### Sumerian Cry (1989–1990)
Första studioalbumet spelades in under 1989, då bandet fortfarande gick under namnet Treblinka, men innan albumet släpptes hade gruppen bytt och antagit namnet Tiamat. Bandet bestod vid inspelningen av Johan Edlund, under namnet "Lucifer Hellslaughter", på sång och gitarr, Jörgen "Juck" Thullberg på bas, Stefan "Emetic" Lagergren på gitarr och Anders "Najse" Holmberg på trummor. Albumet spelades in 14-29 oktober 1989 och producerades av Tomas Skogsberg. Brittiska CMFT Productions gav ut albumet 7 juni 1990. Bandet bytte snabbt flera medlemmar och redan samma år i december vid utgivningen av singel A Winter Shadow var trummisens namn Niklas "Oakbeach" Ekstrand och andre gitarrist var nu Thomas "A.D. Lord" Petersson.

### The Astral Sleep och Clouds (1991–1992)
Tiamat skrev kontrakt med Century Media vilket ledde till en Europaturné med Unleashed och i februari turnerade bandet med amerikanske Death i Tyskland. In the Eyes of Death var en split-skiva som Century Media släppte med spår av utöver Tiamat och Unleashed även Asphyx, Grave och Loudblast.
Andra studioalbumet spelades in i Woodhouse Studios i Dortmund och producerades av den polske Grip Inc.-gitarristen Waldemar Sorychta. The Astral Sleep gavs ut av Century Media i september 1991. Tillsammans med Unleashed och Samael turnerade bandet därefter i norra Europa under vintern. I april året därpå fortsatte turnéturen, nu tillsammans med Cannibal Corpse, Death och Carcass. 
Inför inspelningen av tredje studioalbumet, Clouds, bestod bandet av Johan Edlund på sång och gitarr, Thomas Pettersson på gitarr, Johnny Hagel på bas, Niklas Ekstrand på trummor och dessutom Kenneth Roos på keyboard. Även detta album spelades in i Woodhouse Studios och gavs ut av Century Media 1 september 1992. En musikvideo spelades in för låten The Sleeping Beauty.

### Live i Israel och Wildhoney (1993–1995)
Tillsammans med Morgoth, Unleashed, Tankard, Voodoo Cult och Crematory under 1993 och början av 1994. En konsert i Tel Aviv 3 juni 1993 spelades in och utgavs som femspårs live-EP:n The Sleeping Beauty (Live i Israel) av Century Media 5 april 1994. 
1 september 1994 släpptes Tiamats fjärde fullängdsalbum, Wildhoney, denna gång med Waldemar Sorychta som keyboardist och med sångbidrag av Birgit Zacher (även i Moonspell och Sentenced). Gitarrist på skivan var Magnus Sahlgren (senare i Dismember och Lake of Tears). En EP med förstasingeln Gaia gavs ut och bestod av sex spår med bland annat en cover av Pink Floyds When You're In. 
Bandet turnerade åter i Europa med Type O Negative och Sentenced, och var bland annat huvudakt på 1995 års Dynamofestival. Som support till Black Sabbath turnerade Tiamat även i USA. Ett samlingsalbum The Musical History of Tiamat släpptes i februari 1995 bestående av dels en CD med "best of"-spår från tidigare album och dels en CD med liveinspelning från Wildhoney-turnén.

### A Deeper Kind of Slumber och Skeleton Skeletron (1997–1999)
Efter ett mindre aktivt år 1996 återkom Tiamat med delvis ny sättning året därpå. På albumet A Deeper Kind of Slumber hade Johnny Hagel lämnat bandet och ny basist blev Anders Iwers, tidigare bland annat i Cemetary, Ceremonial Oath och In Flames. Albumet gavs ut av Century Media i två utgåvor med olika omslag, ett i Europa och ett annat i Nordamerika. Skivan spelades in januari-mars 1997 i Woodhouse Studios, Hagen, och producerades av Johan Edlund tillsammans med Dirk Draeger som också spelar keyboard på några spår. Birgit Zacher bidrar åter på sång och dessutom finns inslag av oboe, sitar, flöjt, violin och cello. En video spelades in till singeln Cold Seed. På detta album finns mindre kvar av Tiamats ursprung i black, death och gothic metal och mer av elektroniska inslag, ambient och ren sång. På de tidigare album är det dominerande vokala uttrycken growl och skriksång men detta lämnar Johan Edlund i stort sett med A Deeper Kind of Slumber. Tiamat turnerade med The Gathering i september och därefter lämnade Anders Iwers tillfälligt för att turnera med Lacuna Coil som på kort tid hade blivit av med sina båda gitarrister.
Inför nästa album släpptes i juni 1999 singeln Brighter than the Sun med Children of the Underworld som andra spår. Det gjordes senare även en video till Brighter than the Sun med sångerskan Nicole Bolley som tillsammans med Jessica Andree och Andrea Schwartz också bidrar med sång på det kommande albumet. Skeleton Skeletron spelades i huvudska in i Woodhouse Studios med vissa inspelningar förlagda till Studio Wildhoney och Element Studios. Även denna gång producerades plattan av Dirk Draeger tillsammans med Johan Edlund. Bandet bestod nu av Anders Iwers på bas och Lars Skjöld på trummor, medan Johan Edlund spelade in alla gitarrer själv tillsammans med sång och keyboard. Bland albumets tio spår finns en cover av Rolling Stones-låten Sympathy for the Devil. Skeleton Skeletron gavs ut av Century Media 11 augusti 1999. I november släpptes EP:n For Her Pleasure med fyra av låtarna från albumet i nya mixningar. En turné genomfördes också i Europa under november månad tillsammans med brittiska doom metal-bandet Anathema och norska gothic metal-gruppen Tristania.

### Judas Christ och Prey (2000–2003)
Vid inledningen av 2000-talet hade Tiamat låg aktivitet, Johan Edlund ägnade tid åt sitt nya projekt Lucyfire där han som ensam musiker under 2001 släppte först EP:n The Pain Song och senare samma år fullängdsalbumet This Dollar Saved My Life at Whitehorse. Därefter samlades Tiamat åter för inspelning av bandets sjunde studioalbum, Judas Christ. På detta album är Thomas Petersson tillbaka på gitarr, Peter Tägtgren, från Hypocrisy och Pain, gästar på spåret Spine och producent denna gång är Lars H. Nissen. Judas Christ gavs ut av Century Medaia 13 februari 2002. En musikvideo spelades in till singeln Vote For love. Under våren turnerade Tiamat som support för Moonspell och Flowing Tears. Under sommaren spelade bandet på ett antal festivaler i Europa som tyska Zillo och Summer Breeze, spanska Rock Machina, tjeckiska Brutal Assault och österrikiska Metalfest, och turnerade sedan i Europa med Pain. Då gitarristen Thomas Petersson inte kunde medverka ersattes han av Southforks Henrik Bergqvist, medan Dark Tranquillitys Martin Brändström skötte keyboarden.
Johan Edlund producerade själv nästa album. En singel, Cain, släpptes i september 2003 och innehöll utöver titellåten även den nya sången Love in Chains och W.A.S.P.-covern Sleeping (In the Fire). Fullängdsalbumet Prey gavs ut 27 oktober samma år av Century Media och en musikvideo med singeln Cain släpptes. Banduppställningen var densamma som på föregående album, Edlund, Petersson, Iwers och Skjöld och dessutom medverkar Sonja Brandt med bakgrundssång.

### Church of Tiamat och Amanethes (2004–2008)
Efter albumet Prey skulle det dröja fem år innan Tiamat gav ut nytt studiomaterial. Frontmannen Johan Edlund flyttade från Tyskland till Grekland men bandet fortsatte ge konserter och spela på festivaler. Vintern 2004-2005 turnerade bandet i Europa tillsammans med Sirenia, Pain och Theatre of Tragedy. Denna gång med gitarristen Thomas Petersson ersatt med Fredrik "Kulle" Åkesson från Talisman, numera i Opeth, samt återigen Martin Brändström från Dark Tranquillity som keyboardist. Våren 2005 gavs flera konserter i Grekland och även sommaren 2006 spelade Tiamat på flera av Europas festivaler. I april 2006 gav Tiamat ut sin första konsert-DVD, Church of Tiamat, på Metal Mind Productions. Ett samlingsalbum, Commandments, släpptes i februari 2008, en "best of"-samling med 16 låtar från bandets karriär, och det sista albumet innan Tiamat lämnade samarbetet med Century Media.
I juni 2007 skrev Tiamat kontrakt med Nuclear Blast och påbörjade arbetet med bandets nionde album, som i huvudsak spelades in i The Mansion studio i Grekland. Fullängdsalbumet föregicks av ett singelsläpp av The Temple of the Crescent Moon, inledningsspåret på albumet. Amanethes är producerat av Johan Edlund och mixad/mastrad av Siegfried Bemm, som också producerat band som Rotting Christ, Samael, Therion och Unleashed. Amanethes gavs ut 18 april 2008.
I augusti samma år släppte Century Media en samlingsbox med Tiamats hela utgivning på skivbolaget, The Ark of the Covenant - The Complete Century Media Years, innehållande 12 CD samt DVD:n Church of Tiamat med sammanlagt drygt 11 timmar och 131 ljudspår. En 64-sidig booklet med alla låttexter medföljer boxen.

## Medlemmar
Nuvarande medlemmar

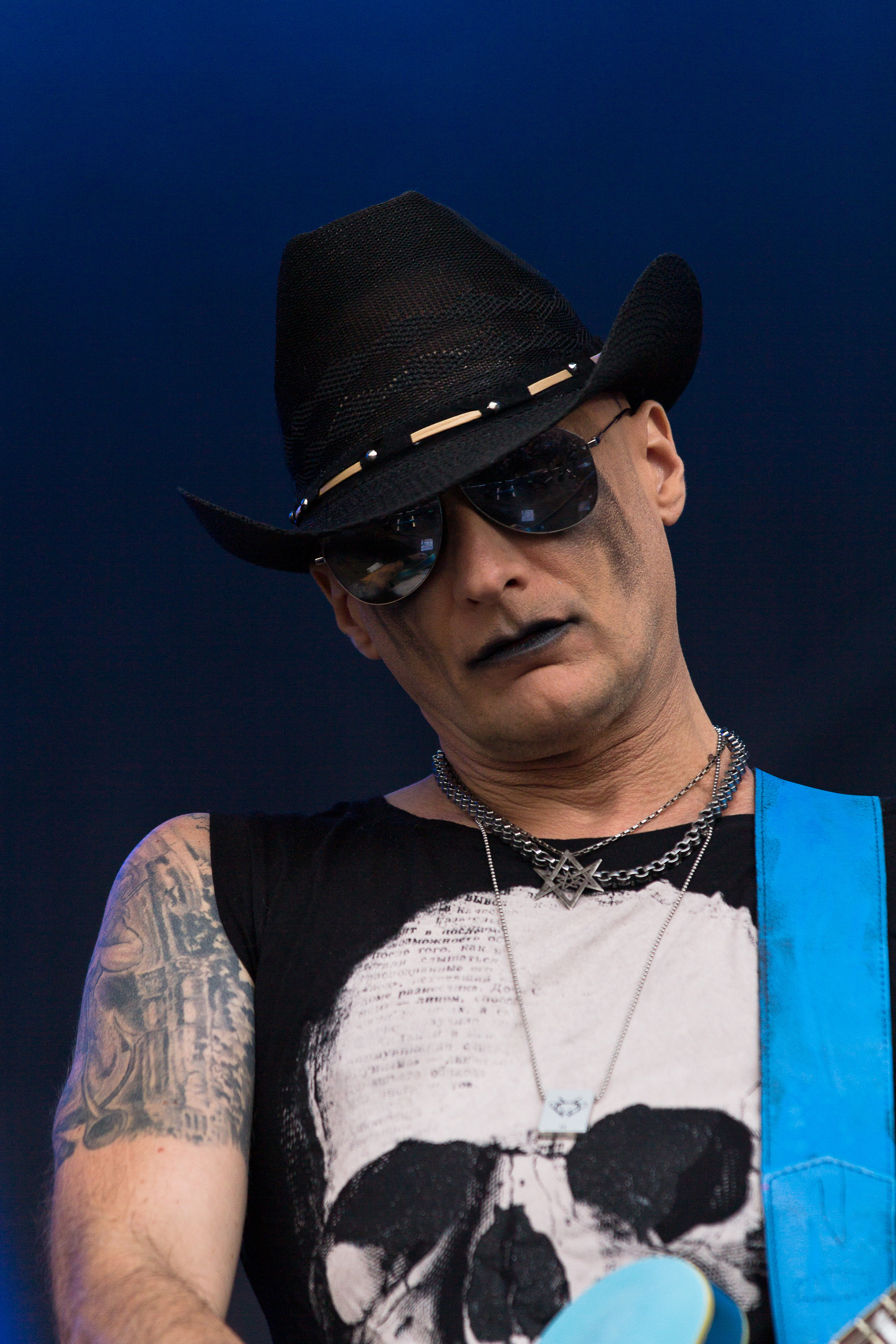
Johan Edlund vid Rockharz Open Air 2014.

- Johan Edlund – sång, gitarr (1989– ), keyboard, theremin, programmering (1997– ) (även i Lucyfire, tidigare i Treblinka)
- Lars Sköld – trummor (1994– )
- Anders Iwers – basgitarr (1996– ) (även i Descrator och Ceremonial Oath, tidigare i In Flames, Cemetary och Mercury Tide)
- Roger Öjersson – gitarr, mandolin, keyboard, bakgrundssång (2012– )

Tidigare medlemmar
- Jörgen Thullberg – basgitarr (1989–1992)
- Anders Holmberg – trummor (1989–1990)
- Stefan Lagergren – gitarr (1989–1990)
- Niklas Ekstrand – trummor (1990–1994)
- Thomas Petersson – gitarr (1990–1994, 1996–2008)
- Thomas Wyreson – gitarr (1991–2008)
- Johnny Hagel – basgitarr (1992–1995)
- Kenneth Roos – keyboard (1992–1994)
- P-A Danielsson – keyboard (1994–1995, död 2004)

Livemedlemmar
- Johan Niemann – gitarr (2008, 2016– )
- Gustaf Hielm – basgitarr (2016– )

Carl Westholm – keyboard (2016– )
- Rikard Zander – keyboard (2014–?)
- Anders Iwers – basgitarr (1992)
- Henrik Bergqvist	 – gitarr (2002)
- Martin Brändström – keyboard (2002–2009)
- Katarina Jacobsson-keyboard, backvocals (1999-2001)
- Fredrik Åkesson – gitarr (2004)
- Martin Powell – keyboard (2006–2007)
- Roger Öjersson – gitarr (2011–2012)
- Joakim Svalberg – keyboard (2011)

## Diskografi
Studioalbum
- 1990 – Sumerian Cry
- 1991 – The Astral Sleep
- 1992 – Clouds
- 1994 – Wildhoney
- 1997 – A Deeper Kind of Slumber
- 1999 – Skeleton Skeletron
- 2002 – Judas Christ
- 2003 – Prey
- 2008 – Amanethes
- 2009 – Sumerian Cry (nyutgåva med bonusspår)
- 2012 – The Scarred People

Livealbum
- 1993 – The Sleeping Beauty – Live in Israel
- 1995 – Wild-Live in Stockholm

EP
- 1994 – Gaia

Singlar
- 1990 – "A Winter Shadow"
- 1997 – "Cold Seed"
- 1999  – "Brighter Than the Sun"
- 1999 – "For Her Plesure"
- 2003 – "Vote for Love"
- 2003 – "Cain"
- 2013 – "Born to Die"

Samlingsalbum
- 1995 – The Musical History of Tiamat
- 2007 – Commandments
- 2008 – The Ark of the Covenant - The Complete Century Media Years

Video
- 2006 – Church of Tiamat (DVD)

Annat
- 1991 – In The Eyes of Death (delad 12" vinyl: Unleashed / Tiamat / Asphyx / Grave / Loudblast)